# 데이브 크루센

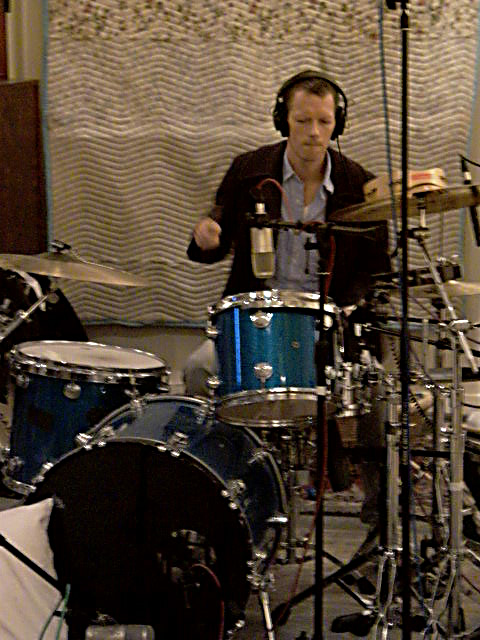
데이브 크루센.

데이브 크루센(Dave Krusen, 1966년 3월 10일 ~ )은 미국의 록 드러머이다. 밴드 펄 잼의 결성 멤버 중 하나인 그는 1991년 5월에 펄 잼에서 탈퇴하였다.